# Joyce Appleby
Pour les articles homonymes, voir Appleby.
Joyce Oldham Appleby, née le 9 avril 1929 à Omaha dans le Nebraska (États-Unis) et morte le 23 septembre 2016 à Taos au Nouveau-Mexique (États-Unis), est une historienne américaine. Elle est professeur émérite à l'université de Californie à Los Angeles (UCLA). Elle a siégé en tant que présidente de l'Organisation des historiens américains (1991) et de la Société américaine d'histoire (1997).

## Biographie
Joyce Appleby est née à Omaha dans le Nebraska de souche anglaise, irlando-écossaise et norvégienne. Son père était un homme d'affaires et elle a fréquenté les écoles publiques à Omaha, Dallas, Kansas City, Evanston, Phoenix, et Pasadena.
Elle a reçu le baccalauréat à l'université Stanford en 1950, puis elle est devenue écrivaine pour un magazine à New York. De retour à l'enseignement universitaire, elle a obtenu un doctorat à l'université de Claremont en 1966. Elle a enseigné à l'université d'État de San Diego entre 1967 et 1981, puis elle est devenue professeur d'histoire à l'université de Californie à Los Angeles (UCLA). Elle a été élue membre de l'Académie américaine des arts et des sciences en 1993.
Lorsqu'elle a été présidente de l'Organisation des historiens américains, Appleby a obtenu le soutien du Congrès pour un fonds de dotation pour envoyer les études des bibliothèques américaines à un total de soixante universités à travers le monde ; une sélection de 1 000 livres a été faite par un groupe d'étudiants de l'histoire américaine, de littérature, de science politique, de sociologie et de philosophie.

### Articles
- (en) « Reconciliation and the Northern Novelist, 1865-1880 », Civil War History, vol. 10,‎ juin 1964
- (en) « The Jefferson-Adams Rupture and the First French Translation of John Adams' Defence », American Historical Review, vol. 73, no 4,‎ avril 1968
- (en) « The New Republican Synthesis and the Changing Political Ideas of John Adams », American Quarterly, vol. 25, no 5,‎ décembre 1973
- (en) « Liberalism and the American Revolution », New England Quarterly, vol. 49, no 1,‎ mars 1976
- (en) « The Social Origins of American Revolutionary Ideology », Journal of American History, vol. 64, no 4,‎ mars 1978
- (en) « Modernization Theory and the Formation of Modern Social Theories in England and America », Comparative Studies in Society and History, vol. 20, no 2,‎ avril 1978
- (en) « Commercial Farming and the 'Agrarian Myth' in the Early Republic », Journal of American History, vol. 68, no 4,‎ mars 1982
- (en) « What Is Still American in the Political Philosophy of Thomas Jefferson? », William and Mary Quarterly, vol. 39, no 2,‎ avril 1982
- (en) « History as Art: Another View », American Quarterly, vol. 34, no 1,‎ été 1982
- (en) « Republicanism and Ideology », American Quarterly, vol. 37, no 4,‎ automne 1985
- (en) « Republicanism in Old and New Contexts », William and Mary Quarterly, vol. 43, no 1,‎ janvier 1986
- (en) « The American Heritage: The Heirs and the Disinherited », Journal of American History, vol. 74, no 3,‎ décembre 1987
- (en) « One Good Turn Deserves Another: Moving beyond the Linguistic; A Response to David Harlan », American Historical Review, vol. 94, no 5,‎ décembre 1989
- (en) « Recovering America's Historic Diversity: Beyond Exceptionalism », Journal of American History, vol. 79, no 2,‎ septembre 1992
- (en) « The Personal Roots of the First American Temperance Movement », Proceedings of the American Philosophical Society, vol. 141, no 2,‎ juin 1997
- (en) « The Power of History », American Historical Review, vol. 103, no 1,‎ février 1998
- (en) « The Americans' Higher-Law Thinking behind Higher Lawmaking », Yale Law Journal, vol. 108, no 8,‎ juin 1999

### Livres
- (en) Economic Thought and Ideology in Seventeenth Century England, Princeton, Princeton University Press, 1978 (ISBN 0-691-05265-4)
- (en) Capitalism and a New Social Order: The Republican Vision of the 1790s, New York, New York University Press, 1984 (ISBN 0-8147-0581-2)
- (en) (co-author) Telling the Truth About History, New York, W. W. Norton & Company, 1994 (ISBN 978-0-393-31286-7)
- (en) Knowledge and Postmodernism in Historical Perspective, New York, Routledge, 1996 (ISBN 0-415-91382-9)
- (en) Recollections of the Early Republic: Selected Autobiographies, Boston, Northeastern University Press, 1997 (ISBN 1-55553-301-9)
- (en) Inheriting the Revolution : The First Generation of Americans, Cambridge, Massachusetts, Belknap Press, 2000 (ISBN 0-674-00236-9)
- (en) The Relentless Revolution: A History of Capitalism, New York, W. W. Norton & Company, 2010 (ISBN 978-0-393-06894-8)traduit en français sous le titre Capitalisme : histoire d'une révolution permanente, Paris, Piranha, 2016  (ISBN 9782371191358).
- (en) Shores of Knowledge: New World Discoveries and the Scientific Imagination, New York, W. W. Norton & Company, 2013 (ISBN 978-0-393-23951-5)